# Coupe du monde de kin-ball 2011
La Coupe du monde de kin-ball 2011 est la sixième édition organisée par la FIKB, la FKBF et le NAKC. Elle a lieu pour la première fois en France à Nantes du 25 octobre au 29 octobre 2011.

## Équipes qualifiées pour la phase finale
| Homme Asie - Japon Amérique du Nord - Canada Europe - Espagne - France - Belgique - Allemagne - Danemark - Suisse | Femme Asie - Japon Amérique du Nord - Canada Europe - Espagne - France - Belgique - Suisse |